# Grand Prix Argentiny 1998
Dvacátá Grand Prix Argentiny ( XXI Gran Premio Marlboro de la Republica Argentina) se jako 617. Velká cena seriálu Formule 1 jela 12. dubna 1998 na okruhu Buenos Aires. Šlo o poslední konanou Velkou cenu Argentiny.
Závod měl 72 kol o délce 4,259 kilometru, celkem měřil 306,648 km. Skončil 28. vítězstvím Michaela Schumachera a 114. vítězstvím Ferrari. Bylo to 32. vítězství pro Německo a 25. vítězství pro vůz se startovním číslem 3.

## Výsledky
| Pozice | Jezdec                | Vůz            | Čas             |
| ------ | --------------------- | -------------- | --------------- |
| 1      | Michael Schumacher    | Ferrari F300   | 1:48'36.175     |
| 2      | Mika Häkkinen         | McLaren MP4/13 | á 0:22:898      |
| 3      | Eddie Irvine          | Ferrari F300   | á 0:57:745      |
| 4      | Alexander Wurz        | Benetton B198  | á 1:08:134      |
| 5      | Jean Alesi            | Sauber C17     | á 1:18:286      |
| 6      | David Coulthard       | McLaren MP4/13 | á 1:19:751      |
| 7      | Giancarlo Fisichella  | Benetton B198  | á 1:28:437      |
| 8      | Damon Hill            | Jordan 198     | á 1 kolo        |
| 9      | Heinz-Harald Frentzen | Williams FW20  | á 1 kolo        |
| 10     | Rubens Barrichello    | Stewart SF2    | á 2 kola        |
| 11     | Jarno Trulli          | Prost AP01     | á 2 kola        |
| 12     | Toranosuke Takagi     | Tyrrell 026    | á 2 kola        |
| 13     | Šindži Nakano         | Minardi M198   | á 3 kola        |
| 14     | Ricardo Rosset        | Tyrrell 026    | á 4 kola        |
| 15     | Olivier Panis         | Prost AP01     | á 7 kol / Motor |
| Kolo   | Odstoupili            | -              | -               |
| 63     | Esteban Tuero         | Minardi M198   | Mimo trať       |
| 52     | Jacques Villeneuve    | Williams FW20  | Kolize          |
| 46     | Johnny Herbert        | Sauber C17     | Kolize          |
| 22     | Ralf Schumacher       | Jordan 198     | Suspenzor       |
| 18     | Mika Salo             | Arrows A19     | Převodovka      |
| 17     | Jan Magnussen         | Stewart SF2    | Rozvody         |
| 13     | Pedro Diniz           | Arrows A19     | Převodovka      |

### Nejrychlejší kolo
- Alexander Wurz Benetton 1'28.179
- 1. nejrychlejší kolo pro Alexandera Wurze
- 36. nejrychlejší kolo pro Benetton
- 49. nejrychlejší kolo pro Rakousko
- 56. nejrychlejší kolo pro vůz se startovním číslem 6

### Vedení v závodě
- 1.-4. kolo David Coulthard
- 5. - 28. kolo Michael Schumacher
- 29.-42. kolo Mika Häkkinen
- 43.-72. kolo Michael Schumacher

### Postavení na startu
- David Coulthard McLaren 1'25.852
- 6. Pole position pro Davida Coultharda
- 83. Pole position pro McLaren
- 172. Pole position pro Velkou Británii
- 21. Pole position pro vůz se startovním číslem 7

| 1. řada  | 1                                    | 2                                       |
|          | David Coulthard McLaren 1'25.852     | Michael Schumacher Ferrari 1'26.251     |
| 2. řada  | 3                                    | 4                                       |
|          | Mika Häkkinen McLaren 1'26.632       | Eddie Irvine Ferrari 1'26.780           |
| 3. řada  | 5                                    | 6                                       |
|          | Ralf Schumacher Jordan 1'26.827      | Heinz-Harald Frentzen Williams 1'26.876 |
| 4. řada  | 7                                    | 8                                       |
|          | Jacques Villeneuve Williams 1'26.941 | Alexander Wurz Benetton 1'27.198        |
| 5. řada  | 9                                    | 10                                      |
|          | Damon Hill Jordan 1'27.483           | Giancarlo Fisichella Benetton 1'27.836  |
| 6. řada  | 11                                   | 12                                      |
|          | Jean Alesi Sauber 1'27.839           | Johnny Herbert Sauber 1'28.016          |
| 7. řada  | 13                                   | 14                                      |
|          | Toranosuke Takagi Tyrrell 1'28.811   | Rubens Barrichello Sauber 1'29.249      |
| 8. řada  | 15                                   | 16                                      |
|          | Olivier Panis Prost 1'29.320         | Jarno Trulli Prost 1'29.352             |
| 9. řada  | 17                                   | 18                                      |
|          | Mika Salo Sauber 1'29.617            | Pedro Diniz Arrows 1'30.022             |
| 10. řada | 19                                   | 20                                      |
|          | Šindži Nakano Minardi 1'30.054       | Esteban Tuero Minardi 1'30.158          |
| 11. řada | 21                                   | 22                                      |
|          | Ricardo Rosset Tyrrell 1'30.437      | Jan Magnussen Stewart 1'31.178          |
| -------- | ------------------------------------ | --------------------------------------- |

### Zajímavosti
- 25. vítězství pro vůz se startovním číslem 3.
- První nejrychlejší kolo pro Alexe Wurze
- 20 GP pro Ralfa Schumachera, Richarda Rosseta a Shniji Nakana.

| Pole position      | Vítězství          | Nejrychlejší kolo |
| Spojené království | Německo            | Rakousko          |
| David Coulthard    | Michael Schumacher | Alexander Wurz    |
| McLaren MP4/13     | Ferrari F300       | Benetton B198     |
| 1'25.852           | 1:48'36.175        | 1'28.179          |
| 178.591 km/h       | 169.414 km/h       | 173.878 km/h      |
| ------------------ | ------------------ | ----------------- |

### Stav MS
| *  | Jezdec                | Body |
| -- | --------------------- | ---- |
| 1  | Mika Häkkinen         | 26   |
| 2  | Michael Schumacher    | 14   |
| 3  | David Coulthard       | 13   |
| 4  | Eddie Irvine          | 7    |
| 5  | Heinz-Harald Frentzen | 6    |
| 6  | Alexander Wurz        | 6    |
| 7  | Jacques Villeneuve    | 2    |
| 8  | Jean Alesi            | 2    |
| 9  | Johnny Herbert        | 1    |
| 10 | Giancarlo Fisichella  | 1    |

| * | Vozy     | Body |
| - | -------- | ---- |
| 1 | McLaren  | 39   |
| 2 | Ferrari  | 21   |
| 3 | Williams | 8    |
| 4 | Benetton | 7    |
| 5 | Sauber   | 1    |

| * | Jezdec         | Body |
| - | -------------- | ---- |
| 1 | Finsko         | 26   |
| 2 | Velká Británie | 21   |
| 3 | Německo        | 20   |
| 4 | Rakousko       | 6    |
| 5 | Kanada         | 2    |
| 6 | Francie        | 2    |
| 7 | Itálie         | 1    |